# Юйчэн (Шанцю)
Юйчэ́н (кит. упр. 虞城, пиньинь Yúchéng) — уезд городского округа Шанцю провинции Хэнань (КНР). Название уезда означает «город Юй» и происходит от существовавшего здесь в античные времена царства Юй.

## История
При империи Цинь был создан уезд Юйсянь (虞县). При империи Западная Хань император Вэнь-ди в 168 году до н. э. сделал своего сына Лю У Лянским князем (梁王), выделив ему удел со столицей в Суйяне, и уезд Юйсянь был расформирован, а его земли вошли в состав удела Лян (梁国). При следующем императоре во время восстания семи уделов лянский князь поддержал центральную власть, и поэтому стал пользоваться большими привилегиями. В эпоху Троецарствия эти места вошли в состав царства Вэй, и удел Лян был преобразован в округ Лянцзюнь (梁郡).
При империи Суй в 596 году был вновь создан уезд, получивший название Юйчэн. При империи Тан в 621 году уезд был повышен в статусе до области Дунъюй (东虞州). После чжурчжэньского завоевания уездный центр был в 1217 году смыт наводнением, и уезд был расформирован.
После монгольского завоевания в 1252 году уезд был создан вновь.
В марте 1949 года был образован Специальный район Шанцю (商丘专区), и уезд вошёл в его состав. В декабре 1958 года Специальный район Шанцю был присоединён к Специальному району Кайфэн (开封专区), но в 1961 году был воссоздан . В 1968 году Специальный район Шанцю был переименован в Округ Шанцю (商丘地区).
В июне 1997 года были расформированы город Шанцю, уезд Шанцю и округ Шанцю, и был образован городской округ Шанцю.

## Административное деление
Уезд делится на 10 посёлков и 16 волостей.

## Экономика
Поселок Шаоган уезда Юйчэн является крупнейшим в мире центром по производству металлических измерительных рулеток, а также значительным центром Китая по производству других металлических инструментов, крепёжных изделий и измерительных приборов (расширительных винтов, отвёрток, шпателей, ножовок, ручных пил и универсальных ножей). Здесь расположено более 5 тыс. предприятий, выпускающих эту продукцию, на которых работает более 200 тыс. человек. Годовой объём производства рулеток различных типов составляет 1,5 млрд штук, что составляет более 85 % от объёма рынка стальных измерительных рулеток в стране. Их экспорт составляет более 60 % от всего китайского экспорта рулеток, а металлические инструменты и измерительные приборы, производимые в Шаогане, экспортируются в более чем 120 стран и регионов мира.
В конце 1970-х годов шесть крестьянских семей из деревни Наньчжуан поселка Шаоган из-за нищеты покинули родные места, чтобы зарабатывать на жизнь. Они организовали свой бизнес на государственной фабрике по производству стальных рулеток: бывшие крестьяне собирали старые стальные ленты, отрезали их и затем продавали. С тех пор мастерские по производству стальных рулеток стали быстро развиваться в Шаогане. В 1992 году был основан завод «Чжунчжоу» — первое предприятие по производству рулеток в деревне Учжуан поселка Шаоган, что ознаменовало собой переход от семейных мастерских к механизированному производству рулеток. В 1998 году продукция поселка Шаоган впервые вышла за рубеж. По состоянию на 2022 год общий объем производства в уезде превысил 12 млрд юаней (1,68 млрд долл. США).